# Hjältarna (bok)
Hjältarna är en diktsamling av Karl Asplund, publicerad 1919, som främst behandlar aktuella världshändelser. Titeldikten ”Hjältarna” utspelar sig i en av Titanics livbåtar, som är överlastad till den grad att ”några måste lämna båten”, medan de flesta av de övriga dikterna på olika sätt kommenterar första världskriget.

## Dikter
Originalupplagan från 1919, med undertiteln "Tolv ballader", innehåller följande dikter:
- "Värjan"
- "Immelmann"
- "Maskingeväret"
- "På sjukhuset"
- "Reims"
- "Hjältarna"
- "Legionen från Thebe"
- "Desertören"
- "Julnatten"
- "Millionerna"
- "Quand même"
- "Världsträdet"

En ny upplaga publicerades några år senare, då med några av dikterna borttagna.